# Felixsee
Felixsee (baix sòrab: Feliksowy jazor) és un municipi alemany que pertany a l'estat de Brandenburg. Forma part de l'Amt Döbern-Land. Fou creat el 2001 de la unió de:
- Bloischdorf (Błobošojce)
- Bohsdorf (Bóšojce)
- Friedrichshain (Frycowy Gaj)
- Klein Loitz (Łojojc)
- Reuthen (Ruśi)

## Composició de l'ajuntament (2008)
- SPD 7 regidors
- Die Linke 3 regidors
- FDP 1 regidor
- FW 1 regidor